# تشانغ ليانغ
تشانغ ليانغ (بالصينية: 张亮) هو دراج صيني، ولد في 1 مارس 1983 في نينغشيا في الصين.

## وصلات خارجية
- تشانغ ليانغ على موقع أرشيف الدراجات (الإنجليزية)
- تشانغ ليانغ على موقع إحصائيات الدراجات الإحترافية (الإنجليزية)
- تشانغ ليانغ على موقع أوليمبيديا (الإنجليزية)
- تشانغ ليانغ على موقع اللجنة الأولمبية الصينية (الإنجليزية)